# Флоронцо (Болцано)
Флоронцо је насеље у Италији у округу Болцано, региону Трентино-Јужни Тирол.
Према процени из 2011. у насељу је живело 190 становника. Насеље се налази на надморској висини од 805 м.